# Гипотеза Бейтмана — Хорна
Гипо́теза Бе́йтмана — Хо́рна — теоретико-числовая гипотеза относительно частоты простых чисел среди значений системы многочленов. Сформулирована Полом Бейтманом и Роджером Хорном в 1962 году. Является обобщением гипотезы Харди — Литтлвуда о плотности простых чисел-близнецов и гипотезы о простых числах вида n2 + 1, а также усилением гипотезы H.

## Определение
Гипотеза Бейтмана — Хорна предсказывает асимптотический эквивалент количества положительных целых чисел, на которых все многочлены из заданного множества принимают простые значения. Множество из m различных неприводимых многочленов ƒ1, …, ƒm с целыми коэффициентами таково, что произведение ƒ всех многочленов ƒi(n) удовлетворяет свойству Буняковского: не существует простого числа p, которое является делителем произведения ƒ(n) для каждого положительного целого числа n. Это вытекает из того, что если бы такое простое число p существовало и при этом для данного n все значения многочленов ƒi(n) одновременно были простыми, то по крайней мере одно из них должно быть равно p, а это может выполняться только для конечного количества значений n, иначе в множестве содержался бы многочлен с бесконечным числом корней.
Назовём целое число n порождающим простые числа для данной системы многочленов, если все многочлены ƒi(n) принимают значения, являющиеся простыми числами. Пусть P(x) — количество чисел, порождающих простые числа, среди положительных целых чисел, меньших x. Гипотеза Бейтмана — Хорна утверждает, что
{\displaystyle P(x)\sim {\frac {C}{D}}\int _{2}^{x}{\frac {dt}{(\log t)^{m}}},\,}
где D — произведение степеней многочленов, а C — произведение по всем простым числам p (эйлерово произведение):
{\displaystyle C=\prod _{p\,\in \,\mathbb {P} }{\frac {1-N(p)/p}{(1-1/p)^{m}}},\ }
где {\displaystyle N(p)} — количество решений для
{\displaystyle f(n)\equiv 0{\pmod {p}}.\ }
Свойство Буняковского подразумевает {\displaystyle N(p)<p} для всех простых чисел p, поэтому каждый множитель в бесконечном произведении C положителен. Тогда интуитивно можно ожидать, что произведение C также положительно, и это можно доказать (доказательство необходимо, поскольку некоторые бесконечные произведения положительных чисел равны нулю).

## Отрицательные числа
Для отрицательных чисел вышеприведённое утверждение не выполняется: так, если выбрать множество из одного многочлена ƒ1(x) = −x, то его значения будут отрицательны для положительного аргумента, поэтому доля простых чисел среди его значений всегда равна нулю. Есть два равнозначных способа уточнить гипотезу, чтобы избежать этой трудности:
- Можно потребовать, чтобы все полиномы имели положительные коэффициенты при старшей степени, так что только постоянное количество их значений может быть отрицательным.
- В качестве альтернативы можно разрешить отрицательные коэффициенты при старшей степени, но считать отрицательное число простым, если его абсолютное значение является простым.

Разумно позволить отрицательным числам считаться простыми числами в качестве шага к формулировке более общих предположений, применимых к системам чисел, отличающимся от целых, но в то же время можно просто умножить соответствующие многочлены на −1, если необходимо свести рассмотрение к случаю положительных старших коэффициентов.

## Примеры
Если система многочленов состоит из одного многочлена ƒ1(x) = x, тогда значения n, для которых ƒ1(n) являются простыми числами, сами по себе являются простыми числами, и гипотеза становится переформулировкой теоремы о распределении простых чисел.
Если система многочленов состоит из двух многочленов ƒ1(x) = x и ƒ2(x) = x + 2, то значения n, для которых оба ƒ1(n) и ƒ2(n) — простые, являются просто меньшими из двух простых чисел в каждой паре чисел-близнецов. В этом случае гипотеза Бейтмана — Хорна сводится к первой гипотезе Харди — Литтлвуда о плотности простых чисел-близнецов, согласно которой количество пар простых чисел-близнецов меньше x равно
{\displaystyle \pi _{2}(x)\sim 2\prod _{p\geq 3}{\frac {p(p-2)}{(p-1)^{2}}}{\frac {x}{(\log x)^{2}}}\approx 1{,}32{\frac {x}{(\log x)^{2}}}.}

## Аналог для многочленов над конечным полем
Если целые числа заменить на кольцо многочленов F[u] над конечным полем F, можно задаться вопросом, как часто конечное множество многочленов fi(x) в F[u][x] одновременно принимает неприводимые значения в F[u], когда мы заменяем x элементами F[u]. Хорошо известные аналогии между целыми числами и F[u] предполагают аналог гипотезы Бейтмана — Хорна для F[u], но этот аналог неверен. Например, данные показывают, что многочлен {\displaystyle x^{3}+u} в F3[u][x] принимает (асимптотически) ожидаемое количество неприводимых значений, когда x пробегает многочлены в F3[u] нечётной степени, но оказывается, что он принимает (асимптотически) вдвое больше неприводимых значений, чем ожидается, когда x пробегает многочлены степени, равной 2 по модулю 4; при этом он (вероятно) вообще не принимает неприводимых значений, когда x пробегает непостоянные многочлены со степенью, кратной 4.
Аналог гипотезы Бейтмана — Хорна для F[u], который соответствует числовым данным, использует дополнительный множитель в асимптотике, зависящий от значения d по модулю 4, где d — это степень многочленов в F[u], по которым производится выборка x.